# Villars-Saint-Georges

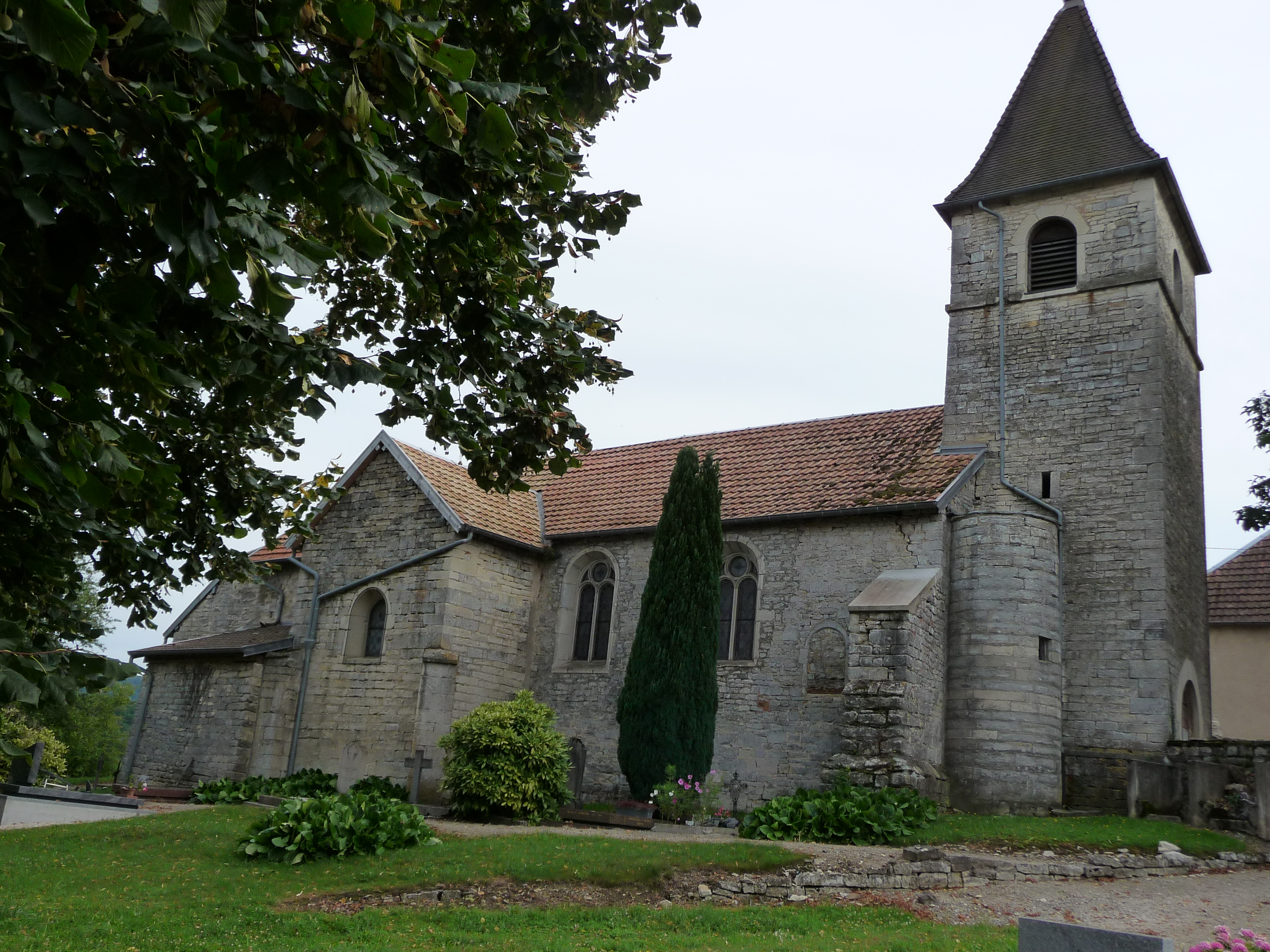
Kerk

Villars-Saint-Georges is een gemeente in het Franse departement Doubs (regio Bourgogne-Franche-Comté) en telt 228 inwoners (2005). De plaats maakt deel uit van het arrondissement Besançon.

## Geografie
De oppervlakte van Villars-Saint-Georges bedraagt 5,1 km², de bevolkingsdichtheid is 44,7 inwoners per km².
De onderstaande kaart toont de ligging van Villars-Saint-Georges met de belangrijkste infrastructuur en aangrenzende gemeenten.

## Demografie
Onderstaande figuur toont het verloop van het inwonertal (bron: INSEE-tellingen).